# La consagración de la primavera (novela)
La consagración de la primavera es una novela del escritor cubano Alejo Carpentier, publicada en el año 1978.

## Sinopsis
Vera es hija de un mercader ruso asentado en Bakú a principios del siglo XX. Debido a los disturbios entre armenios, mahometanos y rusos, emigran hacia Petrogrado en plena I Guerra Mundial. Allí recibe sus primeras clases de ballet que le marcarán por el resto de la vida. Poco tiempo después, estalla la Revolución de Octubre y la familia se exilia a Inglaterra, esperando una pronta caída del gobierno bolchevique. Pasan los años con la promesa repetida cada año de que en el próximo pasarían las pascuas en Rusia, cosa que nunca ocurre por lo que Vera ya entrando en la adolescencia decide obviar y dedicar su vida al ballet. Continúa sus clases en Inglaterra, pero con una nueva técnica que discrepa de la aprendida en Rusia. Se une en una compañía hasta que esta quiebra, por lo que decide irse a París. Allí encuentra a su antigua profesora y al director de la compañía inglesa, quien decide contratarla para una nueva puesta en escena de La bella durmiente. También conoce a Jean-Claude quien será su primer amor. Jean-Claude es un comunista francés que decide unirse a las brigadas internacionales durante la Guerra Civil Española. Allí es herido en un combate, y Vera decide ir a visitarlo a Valencia, donde se encuentra internado en un hospital militar.
La ciudad se encuentra bajo el constante bombardeo franquista desde las Isla Baleares, pero esto no evita que la vida culturar permanezca en Teatros escondidos en calles completamente a obscuras. En uno de ellos conoce a Enrique, un cubano unido también a la causa de la República. Luego llegan a un Bar donde el cubano cuenta toda la historia que lo llevó a enlistarse en las brigadas internacionales. Sobrino de una influyente "condesa" de La Habana, tuvo que huir del país por orden de ella, y abandonar la carrera de Arquitectura por causa de estar ligado a acciones revolucionarias contra el dictador Gerardo Machado. Comienza su exilio en México de donde decide irse a París. Allí conoce una joven alemana de ascendencia judía que luego desaparece una vez que regresa a su país, buscando conocer noticias sobres sus padres, desaparecidos por el gobierno NAZI. Él va a buscarla pero encuentra a un viejo amigo venezolano-alemán que trabaja como traductor para el régimen fascista, por el cual conoce que probablemente esté muerta o internada en un campo de concentración. De regreso en París toma la decisión de defender a los republicanos españoles, como parte de una lucha universal contra el fascismo. Él al igual que Jean-Claude fue herido en el frente.
Al otro día, Enrique lleva a Vera al hospital donde se encuentra internado Jean-Claude. Luego de varios días de intimidad, y de conversaciones e incluso vistas a la playa conjuntamente con Enrique y Gaspar, otro cubano unido a las brigadas, Vera decide volver a París, no sin antes intentar que Jean-Claude regrese con ella, a lo que él no accede, y decide que una vez se encuentre listo, se reincorporará al frente de batalla.
Vera nuevamente en París, no concibe una vida solitaria y triste. Durante su mayor amargura recibe la noticia de la muerte en combate de Jean-Claude. Tiempo después Enrique va visitarla luego del licenciamiento de las brigadas internacionales. Pronto surge el idilio, y ante los acontecimientos internacionales que vaticinan la II Guerra Mundial, deciden abandonar el Viejo Continente y asentarse en Cuba. Ya en su isla natal, Enrique decide continuar su carrera de Arquitectura y Vera monta una escuela de ballet para la hijas de los burgueses de la ciudad. Luego descubre el mundo del baile folklórico de las cercanías de la ciudad, y decide montar paralelamente una escuela para aquellos que llevan el baile y la música en la sangre y no pueden pagarla.
Combinando a un excelente alumno de la escuela popular, ubicada en la Plaza Vieja, llamado Calixto y a una estudiante de la escuela burguesa llamada Mirta, decide poner en práctica una función adaptada de La consagración de la primavera de Stravinsky. Intenta primero montarla en Estados Unidos, pero no pueden por culpa del Macartismo, entonces vuelve a París donde consigue el financiamiento de un antiguo colaboracionista de la ocupación alemana. Paralelamente a la historia de la novela, ocurren los hechos del golpe de Estado de Batista, el asalto al Cuartel Moncada en Santiago de Cuba, y el desembarco del Gramma. Enrique ayuda a un joven del Directorio Revolucionario que asaltó el Palacio Presidencial, por lo que temiendo a la policía secreta de la dictadura decide abandonar el país y asentarse en Venezuela. Calixto se incorpora a las acciones del M-26-7, por lo que la policía realiza una redada en la escuela de Vera de la Plaza Vieja, donde asesinan sádicamente a tres de sus alumnos, mientras Calixto puede huir a la Sierra Maestra para incorporarse a la lucha armada. Vera temiendo la crueldad del régimen, pide ayuda a la tía de Enrique hasta que descubre que esta ha mantenido una relación amorosa con él durante varios años luego de un viaje a Nueva York. Decide entonces desaparecer completamente y se marcha a Baracoa, en la provincia Oriente. Allí en compañía de un médico intelectual, espera el triunfo de la Revolución Cubana encabezada por Fidel Castro, sintiéndose atraída por esta. Por su parte Enrique regresa al país y observando los radicales cambios que se dan en la isla con el nuevo gobierno, decide colaborar con este desde su profesión, y uniéndose a las milicias revolucionarias. Participa en la Batalla de Playa Girón donde es herido en la misma pierna en que fue herido en España. Ya en el hospital donde se recupera Vera, Mirta y Gaspar van a verlo, y la primera decide volver con él y trabajar nuevamente para La consagración de la primavera con la ayuda del Ballet Nacional de Cuba recientemente fundado por Alicia Alonso. Mirta y Calixto pudieron casarse, debido al cambio de política que eliminaba el racismo.

## Temas de la obra
El análisis del arte es recurrente en toda la obra desde la arquitectura, la música, el ballet, la literatura, la danza folklórica, nombrándose una presencia cercana de personalidades como Picasso, Ernest Hemingway, Bola de Nieve, Wifredo Lam y André Breton entre otros. Es concebida la cultura como un todo perteneciente a la humanidad. Descarta por medio de las deducciones de su protagonista Vera, la defensa a ultranza de la cultura occidental, que no encuentra cómo delimitarla o definirla. Carpentier manifiesta que es la transculturación la que enriquece cada cultura humana, y que enmarcarlas es un error.
También se describen emblemáticas ciudades como La Habana, Baracoa, París, Nueva York, Caracas, Bakú, Ciudad de México y Valencia.
Otro tema recurrente es la política. En la obra se hace un hincapié por la conciencia política desde una visión de izquierda y esencialmente latinoamericana. También se manifiesta un rechazo a la corrupción imperante en Cuba durante la dictadura de Batista. El racismo previo a la Revolución es un tema que aborda constantemente, siendo apologético en el radical cambio que significó en este sentido el triunfo del M-26-7.